# Ostatnia noc w Twisted River
Ostatnia noc w Twisted River (ang. Last Night in Twisted River) – dwunasta powieść amerykańskiego pisarza Johna Irvinga, wydana w 2009 roku. 
Opowiada ona trwającą ponad 50 lat historię ojca i syna, Dominica i Daniela Baciagalupo, którzy wskutek niefortunnego wypadku są zmuszeni uciekać przed swoimi wrogami. Ważną rolę w powieści zajmuje kuchnia, włoskie potrawy i rytuały - Dominic jest kucharzem. Podobnie jak w wielu innych powieściach Irvinga w książce pojawiają się elementy fabuły związane z prostytutkami, zapasami, niedźwiedziami, wypadkami i absencją rodzicielską. 
Napisanie powieści zajęło blisko 20 lat.
W Polsce została wydana w 2010 roku nakładem wydawnictwa Prószyński i S-ka przekładzie Magdaleny Moltzan-Małkowskiej. Wydanie liczyło 576 stron (ISBN 978-83-7648-390-0).